# Jorge Cadete
Jorge Paulo Cadete Santos Reis (Pemba, 27 d'agost de 1968) és un futbolista portugués, nascut a l'antiga colònia de Moçambic. Ocupa la posició de davanter.

## Trajectòria
Cadete va començar a destacar a l'Associação Academica de Santarém, quan el 1984 va marcar 43 gols en només 18 partits, la qual cosa li va obrir les portes de l'Sporting de Lisboa, que es va avançar al Benfica. El 1986 debuta amb el primer equip lisboeta, tot jugant sis partits eixe any.
A la temporada següent és cedit al Vitória Setúbal. De nou a l'Sporting, va esdevenir un dels jugadors més emblemàtics, fins a la seua marxa la temporada 95/96. En eixe temps tan sols va guanyar una copa portuguesa, tot i ser el màxim golejador la temporada 92/93. La temporada 94/95 va romandre al Brescia italià, on no va quallar una bona campanya.
L'abril del 1996 marxa a la lliga escocesa per fitxar pel Celtic FC, on jugaria el final d'eixa lliga i la següent sencera, en la qual seria el màxim golejador amb 33 dianes, tot i que a les postres el campionat aniria a les vitrines del rival, el Rangers.
La temporada 97/98 recala al Celta de Vigo, i al següent retorna al seu país per jugar al Benfica. L'estiu de 1999 marxaria cedit a la Premier League, a les files del Bradford City. A partir d'eixe moment, la carrera de Cadete entraria en declivi. Deixa el Benfica i fitxa per l'Estrela da Amadora, i després de nou a Escòcia, però a un club recén ascendit a la Primera, després d'haver-se retirat temporalment per no trobar cap equip.
Posteriorment al seu pes pel Partick Thistle, el portugués tampoc va trobar-ne cap equip, recalant en modestos conjuntos de les divisions inferiors del seu país.

## Selecció
Cadete va ser 33 vegades internacional amb la selecció de futbol de Portugal, tot marcant cinc gols. Va estar present a l'Eurocopa de 1996, celebrada a Anglaterra.